# Polizeiruf 110: Gänseblümchen
Gänseblümchen ist ein deutscher Kriminalfilm von Ulrich Stark aus dem Jahr 1997. Der Fernsehfilm erschien als 187. Folge der Filmreihe Polizeiruf 110.

## Handlung
Sigi Möller, Streifenbeamter im beschaulichen Volpe, hat seiner Freundin Gabi vom Morddezernat einen erfolgreichen Heiratsantrag gemacht. Einen Strich durch die Hochzeitsplanung macht Sigi jedoch der Sauerlandkiller, ein Serienmörder, der seine Opfer stets ersticht und ihnen anschließend die Zunge herausschneidet. Nach drei Morden in der Gegend wird nun die Sekretärin von Bürgermeister Huffer, Ex-Alkoholikerin Evi, tot aufgefunden. Kurz zuvor war ihr Mann Horst Amok gelaufen, schoss auf dem Volper Marktplatz um sich und wurde schließlich von Polizist Hugo erschossen. Besonders brisant sind die Morde, weil Huffer derzeit im Wahlkampf gegen den starken Konkurrenten Max Maiwald antritt.
Gabi versucht, moderne Ermittlungsmethoden in Volpe einzuführen und ein Täterprofil zu erstellen. Sigi erhält unterdessen einen ersten Anruf vom echten Sauerlandkiller Achim, der sich beschwert, dass die Mordserie ganz anders war, als sie in der Öffentlichkeit dargestellt wird. Er sucht kurz darauf einen Redakteur der Abendpost auf und ermordet ihn, weil er in der Darstellung der Morde in seinem Blatt gelogen habe. Am nächsten Tag ruft Achim erneut bei Sigi an und leugnet, den Mord an Evi begangen zu haben. Er übernimmt jedoch die Verantwortung für die restlichen vier Morde, lüge er doch nie. Um seine Identität vor Sigi nachzuweisen, hat er ihm die Zunge des Redakteurs per Post geschickt. Die wird von einem Polizeihund aufgefressen, bevor Sigi sie Kalle zeigen kann. Da Achim auf absoluter Verschwiegenheit besteht und nur dann keine weiteren Morde begehen will, behält Sigi sein Wissen für sich. Achim verspricht er, den wahren Mörder von Evi zu finden.
Sigi filmt heimlich die Trauerfeier für Evi und ihren Mann. Ein Fremder ist unter den Trauergästen, der sich als der Geistliche Wilbur Schürmann entpuppt. Am Grab von Evi und Horst findet Sigi einen Schuhabdruck, der identisch mit einem Abdruck ist, der bei Evis Leiche gefunden wurde. Wilburs Schuhe haben jedoch ein anderes Profil; der Geistliche wird zudem kurze Zeit später ermordet aufgefunden. Achim macht Sigi telefonisch klar, dass auch dieser Mord nicht von ihm verübt wurde. Er gibt den Ermittlern zwei Tage Zeit, um den Täter zu finden; ansonsten werde er selbst aktiv werden.
Sigi und Kalle finden heraus, dass Evi als Sekretärin von Bürgermeister Huffer auch die Gelder für seinen aktuellen Wahlkampf verwaltete. Huffers Gegner Max Maiwald lebt erst seit kurzer Zeit in Volpe. Auf Huffers Konto finden sich Gelder, die den Anschein erwecken, dass Huffer von der Esologen-Sekte mitfinanziert wird. Diese Sekte strebt nicht weniger als die Weltherrschaft an. Wilbur wiederum engagierte sich aktiv gegen die Esologen und half Sektenmitgliedern beim Austritt. Sigi und Kalle finden heraus, dass neben Maiwald auch Evis Alkoholtherapeutin Frau Austen Mitglied der Esologen ist. Beide haben die Gelder auf Huffers Konto transferieren lassen. Der wird nun in der Zeitung als Sektenmitglied bezeichnet, was vor allem Maiwalds Bürgermeisterkandidatur nutzt.
Bei der Suche nach den Fußspuren beim Begräbnis und am Fundort von Evis Leiche erkennen Sigi und Kalle schließlich, dass nur Polizist Hugo als Täter infrage kommt. Er hatte an dem Tag Schicht. Oma Elisabeth Kampnagel erscheint auf dem Polizeirevier. Sie kennt Sigi und Kalle von früheren Fällen; nun bringt sie beiden ein vermeintliches Radio, das ihr neuer Untermieter – Achim Jahnke – in seinem Zimmer stehen hatte. Das Radio ist in Wirklichkeit ein Abhörgerät, hatte Achim doch im Umschlag, mit dem er die Zunge gesendet hatte, eine Wanze versteckt. So war er stets im Bilde, was die Polizisten besprachen und weiß nun auch, dass Hugo als Mörder gilt. Achim sucht Hugo auf und sticht auf ihn ein. Er fesselt ihn, doch können ihn Sigi und Kalle daran hindern, Hugo zu ermorden. Stattdessen tötet sich Achim vor ihren Augen selbst. Elisabeth Kampnagel kümmert sich um eine Grabstätte für Achim, den sie stets als freundlichen Mann erlebt hatte. Gabi wiederum sagt die Hochzeit mit Sigi ab, da sie ihn zu sehr liebt.

## Produktion

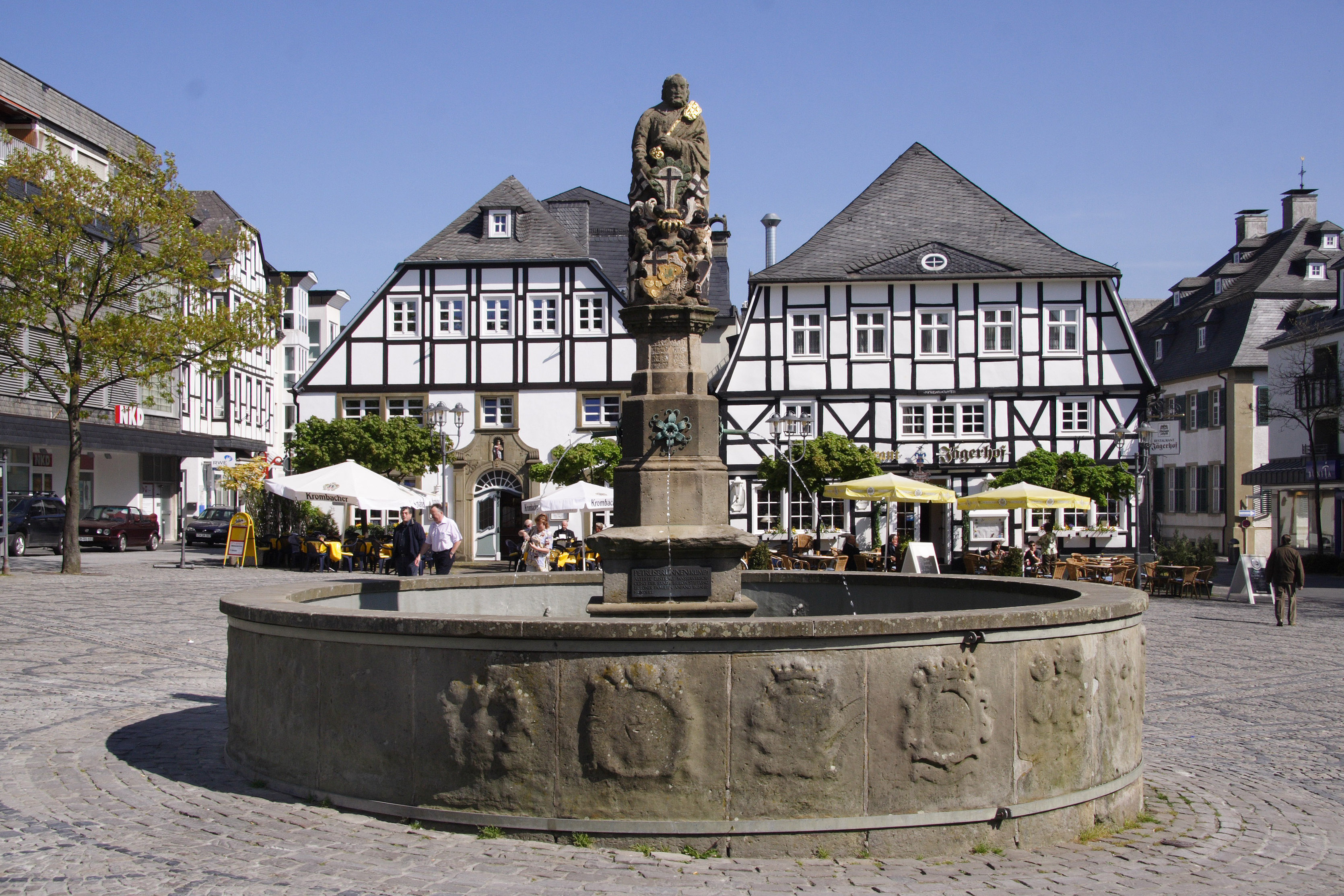
Brilon, Hauptdrehort des Films

Gänseblümchen wurde vor allem in Brilon gedreht. Der Handlungsort Volpe ist eine fiktive Kleinstadt mit lautlichen Anspielungen an die Kreisstadt Olpe. Die Kostüme des Films schuf Natascha Curtius-Noss, die Filmbauten stammen von Götz Weidner. Regisseur Ulrich Stark sowie die Drehbuchautoren Dirk Salomon und Thomas Wesskamp sind im Film in Nebenrollen zu sehen. Gänseblümchen erlebte am 16. März 1997 in der ARD seine Fernsehpremiere. Die Zuschauerbeteiligung lag bei 20,8 Prozent.
Es war die 187. Folge der Filmreihe Polizeiruf 110. Sigi Möller und Kalle Küppers ermittelten in ihrem 3. Fall. Der Titel Gänseblümchen bezieht sich auf Blumen, die Achim in seiner Wohnung zieht. Achim leidet an einer multiplen Persönlichkeitsstörung und glaubt, er selbst und seine Ehefrau zu sein, die er zudem eng mit Gänseblümchen in Verbindung bringt. Als Kind hatte er einem Mädchen, das er später einmal heiraten wollte, einen Strauß Gänseblümchen geschenkt und musste kurz darauf mitansehen, wie das Mädchen überfahren wurde. Die Fahrer des Wagens drohten Achim damals, ihm die Zunge herauszuschneiden, sollte er lügen und behaupten, dass beide das Mädchen überfahren haben. Infolge der psychischen Störung wurde Achim schließlich zum Mörder an Personen, die nicht die Wahrheit erzählten.

## Kritik
Rainer Tittelbach schrieb in der Mitteldeutschen Zeitung, dass der Polizeiruf Schwächen habe, so meinte Drehbuchautor Dirk Salomon selbst, dass „relativ viel reingepackt [ist]. Die Sekten-Geschichte bleibt manchmal etwas auf der Strecke“. „Wie sich die ‚Serial-killer‘-Parodie bloß in Grimassen und einer Räuberpistole von Psychologie erschöpfte, so geriet auch der Rest der Dramaturgie zu einem großangelegten kindischen Bluff, der so rein gar nichts mit den vergrübelten und ausgefeilten Psychostücken der einst renommierten DDR-Reihe ‚Polizeiruf‘ zu tun hatte“, befand die Stuttgarter Zeitung.
„Mit flotten Sprüchen gewürzte Provinzstudie“, schrieb die TV Spielfilm. Für die Leipziger Volkszeitung war Gänseblümchen eine „feine Farce über Biedermänner und Mittelmäßigkeit voll greller szenischer Versatzstücke und schwarzem Humor.“ Der Film sei ein „gelungener Balanceakt zwischen Gruseln und Grinsen“. Gänseblümchen habe ein Drehbuch, „dessen Dialoge und Szenen schwarzhumoriger, pointierter und milieugenauer nicht hätten sein können. Krimi als pures Vergnügen“, schrieb die Sächsische Zeitung, und lobte Henry Hübchen, der „von unfreiwilliger Komik bis herzzerreißender Tragik alles herausholte, was seine Rolle bot.“ „Der Krimi […] hält die Balance zwischen einfühlsamer Psychostudie und pointensicherer Schnoddrigkeit, zwischen Seelenpein und Witz“, stellte die Süddeutsche Zeitung fest.